# ميجيل ألكوبيير
ميجيل ألكوبيير موياولد في 28 مارس 1964 بمدينة (مكسيكو سيتي) وهو فيزيائي نظري مكسيكي. وهو صاحب فكرة محرك ألكوبيير والذي يمكن مركبة فضائية من السير أسرع من الضوء بدون الإخلال بقوانين الفيزياء.

## الحياه الشخصية
ولد ألكوبير في مكسيكو سيتي عام 1964.
وهو متزوج من (ماريا إميليا بير) ولديه ابنة منها. لديه أربعة أطفال تتراوح أعمارهم بين 6 و18 سنة في عام 2014.

## الحياة الأكاديمية
حصل الكوبيير على شهادة الفيزياء في العام 1988 ودرجة الماجستير في الفيزياء النظرية في العام 1990، في الجامعة الوطنية المستقلة في المكسيك (أونم). في نهاية عام 1990، انتقل ألكوبير إلى ويلز لحضور كلية الدراسات العليا في جامعة كارديف، وحصل على درجة الدكتوراه في عام 1994 من خلال دراسة النسبية العامة العددية. بعد عام 1996 عمل في معهد ماكس بلانك للفيزياء في بوتسدام بألمانيا، وقام بتطوير تقنيات رقمية جديدة تستخدم في وصف الثقوب السوداء. وعمل منذ عام 2002 في معهد العلوم النووية التابع للجامعة الوطنية المستقلة في المكسيك حيث أجرى أبحاثا في النسبية العددية وتوظيف الحواسيب لصياغة المعادلات المادية التي اقترحها ألبرت أينشتاين أولا.
في 11 يونيو 2012، تم تعيين ألكوبير مدير معهد العلوم النووية في الجامعة الوطنية المستقلة في المكسيك (أونم).
في 14 يونيو / حزيران 2016، وبعد فترة أربع سنوات ناجحة جدا كمدير لمعهد العلوم النووية في أونم، أعيد انتخاب ميغيل ألكوبير من قبل مجلس إدارة أونم كمدير لمعهد العلوم النووية لمدة أربع سنوات أخرى.

## ورقة مايو 1994
يشتهر ألكوبير بمقترح «ذي وارب دريف» أو السفر الفائق السرعة ضمن النسبية العامة، ويصف محرك ألكوبير، وسيلة نظرية للسفر أسرع من الضوء والذي لا ينتهك المبدأ المادي أن لا شيء يمكن أن يسافر أسرع من الضوء. في هذا البحث، قام ببناء نموذج قد ينقل مساحة مسطحة داخل «فقاعة» من الفضاء المنحني. هذه الفقاعة، التي يطلق عليها اسم الفضاء الفائق الديناميكية المحلية، مدفوعة إلى الأمام من خلال التوسع المحلي للزمكان وراءه، وانكماش الزمكان أمامه، بحيث سيتم وضع نظريا سفينة الفضاء في الحركة من قبل القوى المتولدة في التغيير الذي يحدثه الزمان.